# Onsbjerg lilleskole
Onsbjerg Lilleskole er en lilleskole på Samsø i en landsbyen Onsbjerg.

## Historie
Ideén om Onsbjerg lilleskole blev drøftet i 2002. Onsbjerg lilleskole havde første skoledag 4. august 2003, og startede med 11 børn, opdelt i to klasser, ældste og yngste. I 2013 blev der holdt 10-års jubilæum med 70 børn og 11 voksne. I december 2017 meddeles det at man arbejder på at lægge  Onsbjerg Lilleskole og Samsø Friskole sammen. 

## Skolen

### Bestyrelse
Onsbjerg lilleskole er en selvejende institution, som er tilsluttet foreningen Lilleskolerne under Dansk Friskoleforening. Skolens øverste myndighed er bestyrelsen, som vælges af skolekredsen hvert år.
Bestyrelsen består af 5 medlemmer: Kristina Thiemke, Frederikke Sommer, Maria Andersson, Inge Kolind, Charlotte Stærgaard Stage-Madsen og Søren Wiese.

### Undervisning
Onsbjerg lilleskole bygger meget på at skolen skal være et trygt sted at være, og plads til forskellighed. Samt at skolen skal give børnene en høj social og faglig forståelse gennem en alsidig og kreativ undervisning. 
Der er følgende fag på skemaet, på Onsbjerg lilleskole: dansk, matematik, engelsk(fra 0. klasse), tysk(fra 6. klasse), drama, fysik(fra 7. klasse), fortællertime, madlavning, idræt, billedkunst og temafag, hvor historie, geografi, historie, samfundsfag og biologi indgår.
Fysik foregår på Samsø Efterskole.

### Sociale aktiviteter
Skolen er rammen om sociale processer, og fællesskabet er vigtigt. Der gør de blandt andet ved morgensamling med dans og musik, fællesspisning til frokost, SFO, undervisning på tværs af alder (yngste og ældste klasse) og fællesrejser, som lilleskolefestival som skolen deltager i hvert år.
Onsbjerg lilleskole prioriterer trivsel højt, og har en trivselspolitik  som de går meget op i. 

### Kost
Onsbjerg lilleskole tilbyder mad til deres unge, det inkluderer 2 måltider. Børnene er på skift med til at lave mad.
Onsbjerg lilleskole har en kostpolitik, hvor der bliver fortalt at det er skolens ansvar at eleverne får serveret sund og nærings korrekt mad.

### Opdeling
De 70 børn på Onsbjerg lilleskole er opdelt i 4 klasser: Jord klasse 0.- 2.klasse, Vand : 3.-4.klasse, Ild : 5.-6.klasse, Luft: klasse 7.-9. klasse.